# 桜峠 (石川県)
桜峠（さくらとうげ）は、石川県鳳珠郡能登町当目にある峠で珠洲道路の途中にあり、能登町道鶴町桜峠線との分岐点に道の駅桜峠という道中では駒渡ポケットパークと並ぶ休憩施設を持つ。
道の駅は30台ほどを収容する駐車場、その他売店、日本庭園があり、また公衆無線LANのフリースポットサービスエリアでもある。　さらには長年に渡り携帯電話の不感地帯であったが基地局が開設され、国内大手3社の第三世代携帯電話(3G方式)が2008年3月末より通話可能になった。
珠洲道路は多数の県道や国道・農道から構成されているが、この付近は石川県道57号内浦柳田線である。

## 概要
- 位置
  - 北緯37度19分55秒/東経137度00分42秒付近

## 通過する道路
- 石川県道57号内浦柳田線（珠洲道路）
- 石川県道26号珠洲穴水線（当目ICにて）
- 能登町道鶴町桜峠線（道の駅桜峠にて）

## 周辺
- 岩井戸神社（猿鬼伝説の地）
- 寺田川ダム